# Ginnerup Jyndovnen

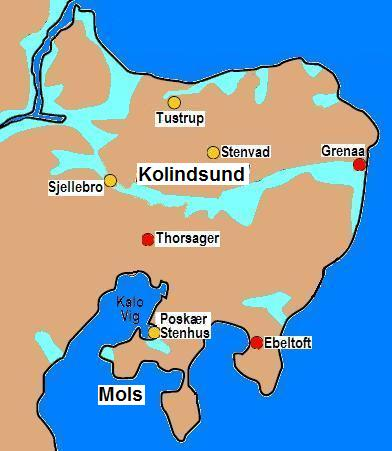
Ginnerup Jyndovnen liegt 10 km westlich von Grenaa am Rand des ehemaligen Kolindsunds.

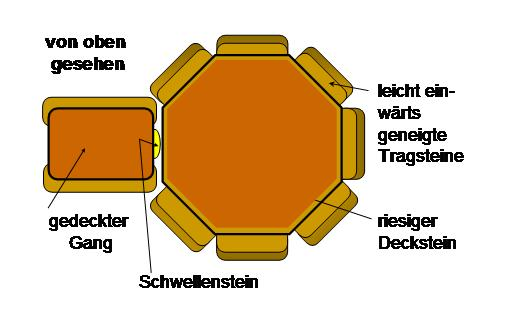
Grundrissschema eines Polygonaldolmens

Der Langdolmen Ginnerup Jyndovnen (deutsch „Riesenofen von Ginnerup“) zwischen den Orten Ginnerup und Godthåb ist eine Megalithanlage der Trichterbecherkultur (TBK) in Djursland in der Kommune Norddjurs in Jütland in Dänemark. 
Der Name leitet sich vom jütländischen Begriff jynd (deutsch „Riese“) ab; jyndovn ist als volkstümliche Bezeichnung in Jütland weit verbreitet (Store Jyndovn). Neolithische Monumente sind Ausdruck der Kultur und Ideologie neolithischer Gesellschaften. Ihre Entstehung und Funktion gelten als Kennzeichen der sozialen Entwicklung.

## Beschreibung
Er liegt nördlich von Ginnerup auf der ostjütländischen Halbinsel Djursland in der Nähe von Grenaa. Die Gegend ist reich an Dolmen (z. B. Langdolmen Ildbjerggård) und bildet in vieler Hinsicht das südliche Gegenstück zu der Konzentration um Stenvad nördlich des verlandeten Kolindsundes, von dessen einstigem Südufer der Ginnerup Jyndovnen nur wenige 100 m entfernt lag. Diese Großsteingräber stammen aus der Jungsteinzeit etwa 3500–2800 v. Chr.
Das vermutlich seiner Randsteine beraubte lang-ovale Hünenbett ist Ost-West orientiert und misst 17 × 10 m. Er enthält nur einen Polygonaldolmen. Die polygonale Kammer hat einen vorgesetzten Gang und besteht aus sechs großen Tragsteinen und dem für Dolmen dieses Typs charakteristischen einzigen Deckstein. Der Zugang zur Kammer liegt in einer Lücke zwischen zwei der südlichen Tragsteine. Die Tragsteine stehen sehr dicht beieinander und mit ihrer flachen Seite nach innen. Der Deckstein war wahrscheinlich nicht mit Erde bedeckt, denn an der Spitze des Steines finden sich mehrere eingepickte Schälchen, die in der Regel aus der Bronzezeit (1800–500 v. Chr.) stammen. 
Es wurden weder archäologische Ausgrabungen durchgeführt noch Funde gemacht. Das heutige Aussehen ist das Ergebnis des beständigen Verfalls. In der Nähe liegt das Ganggrab von Slemming.